# 红军堂
红军堂，位于中国广西壮族自治区兴安县界首公社，1981年8月25日被列入第二批省级文物保护单位，类型为革命遗址及革命纪念建筑物。2006年5月25日被列入全国重点文物保护单位，为湘江战役旧址的一处文物点。
红军堂的历史年代为1934年。